# Entomobora
Entomobora is een geslacht van vliesvleugelige insecten van de familie spinnendoders (Pompilidae).

## Soorten
- E. crassitarsis (Costa, 1887)
- E. fuscipennis (Vander Linden, 1827)
- E. itinerator (Lepeletier, 1845)
- E. operculata (Klug, 1834)
- E. plicata (Costa, 1883)
- E. pseudoplicata Wolf, 1961
- E. vomeriventris (Costa, 1881)